# Setodes likymnios
Setodes likymnios is een schietmot uit de familie Leptoceridae. De soort komt voor in het Oriëntaals gebied.